# Nordenberg
Nordenberg ist ein Gemeindeteil der Gemeinde Windelsbach im Landkreis Ansbach (Mittelfranken, Bayern). Der Ort gliedert sich in Obernordenberg, Unternordenberg und Vorhof. Die Gemarkung Nordenberg hat eine Fläche von 17,772 km². Sie ist in 731 Flurstücke aufgeteilt, die eine durchschnittliche Fläche von 24.311,89 m² haben. In ihr liegen neben dem namensgebenden Ort die Gemeindeteile Karrachmühle und Linden.

## Geografie
Das Dorf liegt am Weihergraben, der mit anderen Bächen zu einem rechten Zufluss der Altmühl zusammenfließt. Im Nordosten grenzt der Nordenberger Wald an, der sich auf einer Anhöhe befindet, im Südwesten grenzt der Vogelbachwald an. Die Kreisstraße AN 8 führt nach Hartershofen (2 km westlich) bzw. nach Linden (1,5 km südlich). Gemeindeverbindungsstraßen führen nach Windelsbach zur AN 8 (2,7 km südöstlich), nach Schweinsdorf (2 km südwestlich) und zur Kreisstraße NEA 52 südlich von Wildbad (3,5 km nordöstlich).

## Geschichte
Der Ort wurde erstmals 1156 im Zusammenhang mit Lupold von Nordenberg erwähnt. Nordenberg war ursprünglich Eigentum und Stammsitz der Erbküchenmeister von Nortenberg. 1383 musste dieses Adelsgeschlecht seine Burg Nordenberg samt umliegenden Orten wegen Überschuldung für 7000 Gulden an Bürger und Räte der Reichsstadt Rothenburg verkaufen. Dass der Ort nun Eigentum von Nichtadeligen war, missfiel dem Burggrafen Friedrich von Nürnberg und führte zu einer Fehde mit der Reichsstadt Rothenburg. 1406 kam es zur erfolglosen Belagerung dieser Burg. Im Jahr 1407 konnte der Burggraf jedoch den römisch-deutschen König Ruprecht dazu veranlassen, dass dieser den Befehl erteilte, sämtliche Burgen, die in der Hand von Rothenburger Bürgern waren, niederzureißen. Dies wurde bei der Burg Nordenberg auch durchgeführt. Im ausgehenden Mittelalter war Nordenberg zeitweise einer der Stammsitze der Familie Esel; die Familie benannte sich auch nach dem Ort. 
Im Jahre 1801 gab es 21 Haushalte, die alle der Reichsstadt Rothenburg untertan waren.
Mit dem Gemeindeedikt (frühes 19. Jahrhundert) wurde Nordenberg dem Steuerdistrikt Schweinsdorf zugewiesen. Wenig später entstand die Ruralgemeinde Nordenberg mit den Orten Karrachmühle, Linden, Obernordenberg, Unternordenberg und Vorhof. Sie unterstand in Verwaltung und Gerichtsbarkeit dem Landgericht Rothenburg  und in der Finanzverwaltung dem Rentamt Rothenburg ob der Tauber (1919 in Finanzamt Rothenburg ob der Tauber umbenannt). Ab 1862 übernahm das Bezirksamt Rothenburg ob der Tauber die Verwaltung (1939 in Landkreis Rothenburg ob der Tauber umbenannt) und das Stadt- und Landgericht Rothenburg ob der Tauber die Gerichtsbarkeit (1879 in Amtsgericht Rothenburg ob der Tauber umbenannt). Die Gemeinde hatte 1964 eine Gebietsfläche von 5,913 km². Im Zuge der Gebietsreform in Bayern wurde diese am 1. Januar 1972 nach Windelsbach eingemeindet.

### Baudenkmäler
In Nordenberg gibt es elf Baudenkmäler:
- Haus Nr. 01: ehemalige Herberge der Stadt Rothenburg, zweigeschossiger Massivbau, 1654/56
- Haus Nr. 05: Bauernhof, zweigeschossiges, einhüftiges Fachwerkhaus, 18./19. Jahrhundert
- Denkmal, Sandsteinpyramide auf Stufenpodest, Mitte 19. Jahrhundert
- Käpplinger-Kreuz, 1699; auf halber Höhe der Schweinsdorfer Steige.[15]
- Steinkreuz, wohl spätmittelalterlich; am oberen Ende der Schweinsdorfer Steige.
- Wildbannstein, 1547; zwischen Nordenberg und Schweinsdorf am Waldrand.
- Wildbannstein, 1547; am Waldeck Hutweg Richtung Urphershofen.
- Hoheitsstein; an der alten Weinstraße.
- Hoheitsstein; am Waldeck am Wurmbach, Richtung Windelsbach.
- Försterstein zum Andenken an die Alleeanlage, bez. 1857; am Waldweg zwischen Wachsenberg und der Schweinsdorfer Steige.
- einunddreißig Grenzsteine, 1617; östlich bis südlich der Ortschaft.

ehemalige Baudenkmäler
- Haus Nr. 02: Erdgeschossiges Fachwerkwohnstallhaus des frühen 19. Jahrhunderts[16]
- Haus Nr. 10: einfaches, erdgeschossiges Wohnstallhaus aus Fachwerk, 18./19. Jahrhundert[16]
- Haus Nr. 12: ehemaliges Hirtenhaus; einfaches, kleines Fachwerkhaus des 18. Jahrhunderts[16]
- Steinkreuz, wohl spätmittelalterlich; am Südzipfel der Nordenberger Gemarkung.

### Bodendenkmäler
In der Gemarkung Nordenberg gibt es zwölf Bodendenkmäler, darunter ein mittelalterlicher Turmhügel.

### Einwohnerentwicklung
Gemeinde Nordenberg
| Jahr      | 1818  | 1840   | 1852   | 1855   | 1861   | 1867   | 1871   | 1875   | 1880   | 1885   | 1890   | 1895   | 1900   | 1905   | 1910   | 1919   | 1925   | 1933   | 1939   | 1946   | 1950   | 1952   | 1961   | 1970   |
| Einwohner | 232   | 253    | 266    | 239    | 251    | 234    | 240    | 241    | 276    | 256    | 259    | 263    | 253    | 241    | 259    | 249    | 260    | 277    | 255    | 325    | 388    | 336    | 293    | 256    |
| Häuser    | 47    | 47     |        |        |        |        | 48     |        |        | 52     | 52     |        | 53     |        |        |        | 55     |        |        |        | 61     |        | 63     |        |
| Quelle    | [ 8 ] | [ 10 ] | [ 18 ] | [ 18 ] | [ 19 ] | [ 20 ] | [ 21 ] | [ 22 ] | [ 23 ] | [ 24 ] | [ 25 ] | [ 18 ] | [ 26 ] | [ 18 ] | [ 27 ] | [ 18 ] | [ 28 ] | [ 18 ] | [ 18 ] | [ 18 ] | [ 29 ] | [ 18 ] | [ 11 ] | [ 30 ] |

Ort Nordenberg
| Jahr      | 001818 | 001840 | 001861 | 001871 | 001885 | 001900 | 001925 | 001950 | 001961 | 001970 | 001987 | 002011 | 002016 |
| Einwohner | 139    | 144    | 140    | 141    | 159    | 163    | 164    | 239    | 163    | 151    | 155    | 179    | 183    |
| Häuser    | 27     | 29     |        |        | 32     | 33     | 34     | 39     | 39     |        | 43     |        |        |
| Quelle    | [ 8 ]  | [ 10 ] | [ 19 ] | [ 21 ] | [ 24 ] | [ 26 ] | [ 28 ] | [ 29 ] | [ 11 ] | [ 30 ] | [ 31 ] |        | [ 1 ]  |

## Religion
Der Ort ist seit der Reformation evangelisch-lutherisch geprägt und bis heute nach St. Martin (Windelsbach) gepfarrt. Die Einwohner römisch-katholischer Konfession sind nach St. Johannis (Rothenburg ob der Tauber) gepfarrt.

## Wanderwege
Durch Obernordenberg verlaufen die Fernwanderwege Europäische Wasserscheide und Jean-Haagen-Weg.